# Politelia
Politelia o hipertelia es el fenómeno biológico de pezones supernumerarios, si bien sin glándula mamaria. Generalmente se encuentran en la línea mamaria que sigue a los pezones en el tórax hacia el abdomen. Si son de gran tamaño, deben extirparse. Por lo general son pequeños y se los confunde con verrugas o lunares.
Normalmente, los elementos supernumerarios se hallan siguiendo el trayecto de las denominadas líneas mamarias, que discurren imaginariamente desde las axilas hasta la región inguinal.